# Georges Gastaud
Georges Gastaud, nacido el 2 de julio de 1951, es un profesor de filosofía, sindicalista enseñante y militante comunista francés.
Es desde 2004 el secretario nacional del Polo de Renacimiento Comunista en Francia (PRCF), del cual dirige también el periódico mensual, Iniciativa comunista. Milita igualmente para la defensa de la lengua francesa.

## Biografía
Nacido el 2 de julio de 1951, es hijo de Raymond Gastaud, antiguo resistente y alcalde adjunto de la ciudad de Cabo-de Ajo (Alpes Marítimos).

### Profesor y sindicalista
Georges Gastaud, agregado de la Universidad, ha sido profesora de filosofía en clases preparatorias científicas al Liceo Condorcet de Lens. Durante su carrera de profesor, ha militado a favor de la creación de un polo de enseñanza superior a Lens y ha ocupado repetidamente responsabilidades sindicales al seno del SNES.

### Compromiso comunista

#### Militante del PCF, después del PRCF
Comprometido en la política con el Partido Comunista Francés, fue candidato bajo esta etiqueta a varias de elecciones. Influido por las ideas de Louis Althusser, comienza en 1976 a ser crítico con la línea del PCF, cuando éste abandona la dictadura del proletariado.
Mientras es miembro del Comité federal del PCF de Pas-de-Calais y secretario de la sección PCF de Lens, es el uno de los animadores de la oposición a la política de reformas del partido conducido por Robert Abuchee. Es sobre todo lo uno de los principales animadores de la Coordinación Comunista.
Al final de los años 1990 y al principio de los años 2000, es un de los principales actores, junto con Léon Landini, Henri Alleg y Georges Hage, de la unificación de varios grupos oppositionnels comunistas (la Coordinación de los militantes comunistas (CMC) de Pas-de-Calais, el Colectivo nacional unitaire de los comunistas (CNUC)), al seno de la Federación nacional de la renaissance comunista (FNARC), que desemboca, a través del Comité de conexión para una convergence comunista de las asociaciones nacionales (llamada también « Convergencia Comunista »), sobre la creación, en 2004, del Polo de Renaissance Comunista en Francia (PRCF). Se convierte entonces en el secretario nacional de este nuevo movimiento. También participa a la redaccion del mensual Iniciativa comunista y la revista teórica EtincelleS.
Georges Gastaud, que se presenta como « a la vez comunista, patriota y internacionalista », milita para el regreso no sólo a las luchas sociales pero también a la identidad nacional.
Él propone que Francia salga de la Unión Europea — sobre todo porque los proyectos europeos ponen no sólo causa la soberanía nacional pero igualmente la cohesión social destruyendo los servicios públicos, —, así como de las instituciones financieras internacionales y de la OTAN..

#### Filosofía marxista
Georges Gastaud es el autor de varias labores filosóficas de inspiración marxista. Sus trabajos llevan desde el comienzo de los años 1980 sobre la naturaleza « exterminista » del sistema capitalista. Aborda igualmente temas como la « reglobalizacion » consecutiva a de la caída de la URSS o lo que representa hoy un proyecto comunista. 
En 2015, en Marxisme et universalisme. Classes, Nations, Humanité(s) (ediciones Delga), un trabajo de compilación que reúne sus notas sobre los asuntos de actualidad que lo han marcado, sostiene que « La lucha de clases sigue de actualidad. Diferente de ayer pero muy presente en todos los temas de actualidad ». Defiende también la tesis según la cual « la reconquista de la soberanía nacional es un preámbulo indispensable al desarrollo de una solidaridad entre los pueblos liberados del Capitalismo ».
En 2016, Georges Gastaud publicó en las ediciones Delga Lumières communes. Traité de philosophie à la lumière du matérialisme dialectique, cuatro tomos que con la introducción de André Tose.
En 2017 escribe en las ediciones Delga el ensayo Le nouveau défi léniniste.

## Libros
- Mondialisation capitaliste et projet communiste : cinq essais pour une renaissance, Le Temps des cerises, coll. « Essais », 1997, 299 p. (notice BnF no FRBNF37094790).
- Lettre ouverte aux bons Français qui assassinent la France, Paris, Le Temps des cerises, 2005, 190 p. (notice BnF no FRBNF40081093).
- Sagesse de la révolution : assagir la révolution ou révolutionner la sagesse ? (por Georges Gastaud), seguido de Devenir enfant : pour une critique du fascynisme (por Marion Gandiglio), Le Temps des cerises, 2008, 277 p. (notice BnF no FRBNF41389056).
- Patriotisme et internationalisme : éléments de réflexion marxiste sur la question nationale, del "Comité internationaliste pour la solidarité de classe", 2010, 144 p. (notice BnF no FRBNF42375042).
- Marxisme et Universalisme : classes, nations, humanité(s), Editiones Delga, 2015 (notice BnF no FRBNF44397940).
- Lumières communes, cours laïque de philosophie à la lumière du matérialisme dialectique, Ediciones Delga, 2016  (ISBN 978-2-37607-104-4).
  - Tomo 1 : Philosophie et matérialisme dialectique, 508 p.
  - Tomo 2 : Une approche dia-matérialiste de la connaissance, 305 p.
  - Tomo 3 : Sciences et matérialisme dialectique, 510 p.
  - Tomo 4 : Pour une approche marxiste de l’homme, 496 p.
- Le nouveau défi léniniste, Editiones Delga, 2017, 141 p.